# Xile Digne
Xile Digne (en castellà i oficialment, Chile Digno)(anteriorment: Unitat per al Canvi) és una coalició política xilena conformada per partits de centreequerra i esquerra, creada l'11 de maig de 2019 a Santiago. La Primera Trobada Regional va ser a Antofagasta el 17 de maig de 2019.
L'espai està actualment conformat pel Partit Comunista (PC), el Partit Progressista (PRO) i la Federació Regionalista Verda Social (FRVS).